# De excidio Britanniae
De excidio Britanniae ("Sulla rovina della Britannia"; il cui titolo completo è De excidio et conquestu Britanniae ac flebili castigatione in reges, principes et sacerdotes) è un sermone in tre parti in cui Gildas (VI secolo) condanna le azioni compiute dai suoi contemporanei in Britannia (l'odierna Gran Bretagna), accusandoli di essere la causa della disastrosa situazione in cui versava la Britannia post-romana. È una delle fonti più importanti per la storia della Britannia nei secoli V e VI, in quanto è l'unica fonte significativa di quel periodo, essendo l'autore quasi contemporaneo degli eventi narrati. Oggi si pensa che l'opera sia stata scritta nel primo quarto del VI secolo, o anche prima

## Struttura dell'opera
La prima parte contiene una spiegazione del suo lavoro e poi una narrazione della storia britannica della conquista romana fino ai suoi tempi. Include riferimenti ad Ambrosio Aureliano e alla vittoria britannica contro i Sassoni alla battaglia del Mons Badonicus. La seconda parte è una condanna di cinque re per i loro peccati. Questa sezione si apre con l'asserzione "La Britannia ha dei re, eppure sono dei tiranni; ha dei giudici, eppure essi trascurano il loro dovere". Gildas tratta la vita e le azioni di cinque sovrani: Constantino di Dumnonia, Aurelio Canino, Vortiporio dei Demezi (odierno Dyfed), Cuneglas e Maelgwn del Gwynedd. Tutti sono definiti crudeli, rapaci e peccatori, dei veri tiranni. Nella terza parte egli attacca il clero del suo tempo, senza però fare nessun nome. Ciò non aiuta a fare luce sulla storia della chiesa della Britannia del tempo.

## Analisi dell'opera
La visione presentata in questo lavoro di una terra devastata e saccheggiata, mal governata da funzionari corrotti e venali è stata accettata dagli studiosi per secoli, non solo perché rifletteva bene l'idea comunemente accettata di invasioni barbariche che distrussero la civiltà romana, ma anche perché dava una spiegazione al perché la Britannia fu una delle poche province romane a non aver adottato una lingua romanza, come invece fecero la Francia, la Spagna e la Romania.
Tuttavia, non bisogna dimenticare che l'intento di Gildas è quello di predicare ai suoi contemporanei alla maniera dei profeti dell'Antico testamento e non per i posteri. Sebbene egli offra una delle prime descrizioni del Vallo di Adriano e forse del Vallo di Antonino, tuttavia è impreciso. Omette i particolari che non servono al suo messaggio, è sempre vago e non fornisce date certe. Tuttavia, quest'opera resta importante non solo per la storia del Medioevo, ma anche per quella inglese, essendo una delle poche del VI secolo sopravvissute.
Nel De excidio Britanniae Gildas afferma di essere nato nello stesso giorno della battaglia del Monte Badon, che potrebbe essersi svolta nel 482. Lo stile retorico con cui egli scrive indica una formazione latina classica che difficilmente si sarebbe potuta avere per qualunque britanno dopo il V secolo. Gli Annales Cambriae affermano che morì nel 570, mentre gli Annali di Tigernach anticipano questa data al 569.

## Edizioni
- Opus novum. Gildas Britannus monachus, cui sapientis cognomentum est inditum, «De calamitate, excidio et conquestu Britanniae», quam Angliam nunc uocant, author uetustus a multis desyderatus et nuper in gratiam d. Cuthberti Tonstalli Lond. episcopi formulis excusus, [Londini], [1525] (editio princeps).